# Som, Madžarska
Som je vas na Madžarskem, ki upravno spada pod podregijo Siófoki Šomodske županije.